# 迪丽热巴·迪力木拉提
迪麗热巴·迪力木拉提（維吾爾語：دىلرەبا دىلمۇرات‎，拉丁维文：Dilraba Dilmurat；1992年6月3日—），新疆乌鲁木齐人，中国維吾爾族女演员。自幼學習多種舞蹈、鋼琴及小提琴等才藝，畢業於上海戲劇学院表演系。2013年，主演首部电视剧《阿娜尔罕》出道。2015年，出演電視劇《克拉恋人》中高雯一角人氣急升，因而成名。2017年，出演《三生三世十里桃花》中白鳳九一角大受好評，同年加入綜藝節目《奔跑吧》成為固定成員，因甜美不做作的個性而人氣高漲，迎來演藝事業高峰期。2018年，憑藉電視劇《漂亮的李慧珍》在中國電視金鷹獎中連奪最具人氣女演員及觀眾喜愛的女演員兩項殊榮，成為最年輕的金鷹視后，同時成為金鹰節史上首個於同一屆拿下金杯、水晶杯及金鹰女神的女演員。

## 生平經歷

### 早年经历與教育程度

#### 1992至2010年
1992年6月3日，迪丽热巴·迪力木拉提生于新疆乌鲁木齐市。迪麗熱巴是維吾爾語中的常用人名，意指「心愛的美人」，而迪力木拉提則是父親的名字。她出生於文藝世家，父亲迪力木拉提·艾拜杜拉為國家一級演員，兼新疆歌舞团歌唱家；受父亲和生活環境影响，迪丽热巴从小便对各种艺术感兴趣，并主动要求學習鋼琴、舞蹈及小提琴等。
2001年，父親帶9歲的迪麗熱巴跳級參加新疆藝術學院的舞蹈班考試（正常為11歲入學），她也從此開始了六年的民族舞和芭蕾舞的專業學習，當時的她一心想成為舞蹈演員。
2007年，從新疆藝術學院附屬中等藝術學校以舞蹈表演專業畢業後，加入了新疆最好的兩大舞團之一的新疆歌舞團，成為了一名舞蹈演員。
2008年，16歲的她考獲了钢琴十级。
2009年，到東北師範大學民族教育學院進行預科學習，同年參加吉林省首屆少數民族新歌大賽，獲得省級三等獎。
2010年，在父親朋友的建議下，她計劃大學報考中央音樂學院或上海音樂學院的鋼琴表演專業，本想著如未能通過考核，便去報考空姐。但她在等待朋友參加上海戲劇學院表演系的面試時，被上戲的老師邀請報考表演系，從來沒有想過要當演員的她，也毫無藝考準備的她，最終憑借著鋼琴的特長和演戲的天賦被上戲錄取，她隨後入讀上海戲劇學院表演系戲劇影視專業。同年，作為大一學生的她參加了陸川執導的古裝電影《王的盛宴》中，女主角虞姬的上海站海選。除此之外，她曾在大學時期兼職擔任婚紗模特。

### 演藝經歷

#### 2011年至2014年
2011年，經父親的引薦成為經典電影《阿娜爾罕》改編创作而成的同名电视剧女主角，她在劇中飾演不畏强权的“旧社会少女”阿娜尔罕。
2013年，《阿娜尔罕》在央视黄金档播出，獲得了城市網全國同時段收視率首位的好成績，並入圍第30屆電視劇飛天獎優秀電視劇獎提名，迪丽热巴亦正式出道。同年她正式签约杨幂工作室（2016年改名為嘉行傳媒），成为旗下簽約艺人。簽約後參演了都市青春網路劇《微時代》及古裝魔幻仙俠劇《古劍奇譚》。因在《古劍奇譚》中飾演天真善良、精靈搞怪的小師妹芙蕖一角成功令她嶄露頭角，吸收大批粉丝。
2014年，連續出演了古裝勵志傳奇劇《班淑傳奇》、古裝周播劇《美人製造》及都市商戰劇《愛的階梯》；同年還領銜主演了都市校園奇幻劇《逆光之恋》，她飾演原本擁有令人欣羨愛情的富家女，卻因逃婚而離奇身亡，變成鬼魂的江離。12月12日，获得中国时尚权力榜「年度演艺圈新锐势力奖」。同年，順利於上海戲劇學院畢業。

#### 2015年至2016年
2015年，在由Rain及唐嫣主演的電視劇《克拉恋人》中飾演外表高冷有範兒，內心卻單純善良，鬼馬精靈的超級大明星高雯；首次挑战画风非常多变的角色，让她坦言承受了不小压力，但她最终成功将压力转换为动力，她凭借对“高雯”的成功塑造赢得关注，劇播期間，迪麗熱巴的微博點贊量最高超過70萬，粉絲增加470萬，其後更憑高雯一角獲得2015年國劇盛典的「最受歡迎新人女演員獎」，她在該劇中的表現奠定了她的光明星途；同年她還參演了現代愛情电影《怦然星动》的拍攝。
2016年，主演的都市励志剧《麻辣变形计》及古装武侠剧《六扇门》相繼播出，在兩劇中她分別飾演叛逆性感、娇艳美丽的女保镖关小迪及性格豪爽、智勇双全的侠女苏溢青。值得一提的是，《麻辣变形计》收官平均收视1.203，收视份额破9，成績優異。此外，她還在這一年獲得中國泛娛樂指豆瓣分數盛典「新勢力女藝人獎」。

#### 2017年
2017年，由她主演的三部电视剧輪番播出，當中包括愛情勵志喜剧《漂亮的李慧珍》、古裝玄幻愛情劇《三生三世十里桃花》及古装传奇剧《秦时丽人明月心》。其中《漂亮的李慧珍》直接突破了所有衛視周播劇連續15個月的最高收視記錄，蝉联同时段19個冠軍，成為2017年首部收视率破2的黑马剧。其後，她更憑《三生三世十里桃花》裡淳美灵动，真心无畏的九尾狐白凤九一角，获得上海电视节白玉兰奖「最佳女配角奖」提名。2月14日，官宣加入浙江卫视综艺节目《奔跑吧》成為固定成員，節目播出後她因甜美不做作的個性帶給觀眾全新樣貌，人氣再上一層樓。3月18日，她的微博粉絲量達到2000萬。4月21日，主演的喜剧电影《傲娇与偏见》上映，首部主演的電影票房成功破億，成為四月國產片黑馬，她更憑電影中元氣滿滿、幹勁十足的小說作家唐楠楠一角獲得2016中英電影節「組委會最佳新人獎」。8月3日，成為微博粉絲量超過3000萬的首位中國90後人氣小花，同年3月粉絲量達2000萬後，在不足半年內增加1000萬粉絲，證明迪麗熱巴人氣旺盛。9月24日，受國際知名時裝品牌Dolce&Gabbana邀請出席2018春夏米蘭時裝周，她是官方唯一邀請的中國明星，这也是她首次踏上時裝週之旅，並獻上首個T台。12月29日，主演的現代奇幻電影《解憂雜貨店》上映並破兩億票房，她在電影中一改過去女神形象，演出壞小子角色，表現亮眼。

#### 2018年
1月25日，官宣主演電視劇《三生三世枕上书》，再次飾演白鳳九。2月11日，宣佈因檔期問題，退出綜藝節目《奔跑吧》。2月24日，官宣搭檔竇驍主演神話愛情電影《日月》，飾演熱愛大自然，崇尚自由的新版嫦娥。2月22日，意大利奢侈品牌Dolce & Gabbana宣佈新生代女演員迪麗熱巴成為其亞太區品牌大使。2月23日，武漢杜莎夫人蠟像館宣布迪麗熱巴的蠟像即將入駐，她成為首位擁有個人蠟像的90後女演員。3月1日，主演的古装言情劇《烈火如歌》於優酷獨家播出，她在劇中飾演純淨善良，靈動活潑的烈如歌，劇集開播18小時播放量破億，收官播放量達60億，以壓倒性的優勢穩坐2018年第一季度播放量冠軍寶座。3月2日，武漢杜莎夫人蠟像館公布她的蠟像將根據她在電視劇《烈火如歌》中烈如歌一角所製作。3月9日，其經紀公司嘉行傳媒正式為其成立個人工作室，名為嘉行迪丽热巴工作室。3月25日，她為自己在全球的首尊蠟像進行揭幕。4月1日，微博粉絲數量破4000萬，隔日工作室宣布正式營運，嘉行傳媒為慶祝此舉，贈送熱巴二次元腦洞漫畫版「迪麗冷巴」作為禮物。4月20日，主演的愛情喜劇電影《21克拉》上映，電影上映7天票房破億，以小成本電影來說成績斐然，該電影成為迪麗熱巴連續第三部票房破億的電影，她更因此被稱為新一代票房靈藥。4月25日，獲得中國文娛大數據發佈盛典最具網絡熱度女藝人、最具粉絲號召力女藝人兩項殊榮。6月18日，憑借電視劇《烈火如歌》中烈如歌一角獲得了上海國際電影電視節互聯網影視峰會盛典「年度實力女演員」。6月25日，搭檔鄧倫主演的現代科幻劇《一千零一夜》在湖南衛視金鷹獨播劇場播出，她在劇中飾演天真熱情，思想跳躍的凌凌七；該戲首播當天四網實時收視破1，全國衛視第一，創下湖南衛視四個月以來首播電視劇新高，該劇的平均收視更是以雙網破1的好成績收官。9月22日，她的第二尊個人蠟像進駐上海杜莎夫人蠟像館。9月23日，再次受D&G邀請出席2019春夏米蘭時裝周，這次是她第三次踏上時裝周之旅，並再次成為時裝周模特兒走上T台。10月11日，當選成為第12屆中國金鷹電視藝術節「金鷹女神」，成為首位90後女演員獲得此項殊榮。10月14日，凭借電視劇《漂亮的李慧珍》中性格溫暖幽默，卻毫無時尚觸覺的李慧珍一角獲得第12屆中國金鷹電視藝術節最具人氣女演員及第29屆中國電視金鷹獎觀眾喜愛的女演員獎，成為歷屆最年輕的金鷹視后；同時成為金鹰節史上首個於同一屆拿下金鹰女神、金杯及水晶杯大滿貫的明星。11月8日，出席腾讯V视界大会，現場宣布將擔任由騰訊視頻製作的選秀節目《創造營2019》的男團發起人，她将在節目中作為女性用戶之一“重新定义男性审美”，節目在播出前已備受矚目。11月21日，品牌Dolce & Gabbana设计师发表辱华言论，作为該品牌的亚太区品牌大使，迪丽热巴工作室稱對事件感到憤慨，並表示即日起終止與D&G的所有合作；迪麗熱巴為首位删光品牌所有相关微博的艺人，而她的工作室亦是首个提出解除合约的工作室，並在聲明中強調「無論如何，祖國不容侵犯」。

#### 2019年
1月17日，參加由中國文學藝術界聯合會主辦的“百花迎春——中國文學藝術界春節大聯歡”，與李易峰、杜江、蔣璐霞演唱歌曲《我的新時代》。2月4日，參加《2019年中央廣播電視總台春節聯歡晚會》，與鳳凰傳奇、鍾漢良、張藝興及周冬雨演唱歌曲《中國喜事》。3月15日，官宣加盟東方衛視的綜藝節目《極限挑戰》第五季成為固定成員。4月5日，她的第三尊個人蠟像進駐北京杜莎夫人蠟像館。4月6日，由其擔任男團發起人的選秀節目《創造營2019》正式播出；她在節目中更亲身演繹主题曲《喊出我的名字》舞蹈。4月13日，受邀出席「北京國際電影節」開幕式，並首次公開表演芭蕾舞。9月7日，憑藉電影《解憂雜貨店》中彤彤一角榮獲第十七屆電影表演藝術學會獎新人演員獎。9月20日，搭檔黃景瑜主演的都市情感商戰劇《幸福，觸手可及！》在上海開機，她在劇中飾演直爽幹練，自強自立的服裝設計師周放。10月2日，受國際知名時裝品牌Louis Vuitton邀請出席巴黎時裝週；10月5日，LV宣布迪麗熱巴成為旗下品牌摰友。11月23日，受邀出席第28屆中國金雞百花電影節，在台上為前輩演員獻花。12月28日，出席2019騰訊星光大賞榮獲「騰訊視頻VIP之星」。12月31日，以表演嘉賓身份出席東方衛視《夢圓東方2020東方衛視跨年盛典》，跳唱歌曲《野蠻生長》。

#### 2020年
1月8日，出席2019今日頭條年度盛典獲得「年度最受關注女明星」；1月11日，出席2020新浪微博之夜獲得「年度人氣藝人」。1月22日，主演的古裝玄幻愛情劇《三生三世枕上書》於騰訊視頻獨家上線，該劇播映一周已突破10億播放量，成為2020年第一季度網劇播映指數第一位，最後更成為2020年播放量第一名的網絡電視劇，總播放量已超過80億。3月29日，搭檔吳磊主演的古裝傳奇劇《長歌行》在横店影視城正式開機，她在劇中飾演天資聰穎、愛憎分明的永寧郡主李長歌。由其主演的電視劇《幸福，觸手可及！》於5月19日起，在湖南衛視金鷹獨播劇場播出；該劇開播第一天六网實時收視破一，成功登頂省級衛視第一。8月2日，與電視劇《長歌行》的主演吳磊及劉宇寧共同出席2020騰訊視頻年度發布會為《長歌行》作宣傳；同日在現場宣佈即將搭檔楊洋主演都市愛情劇《你是我的榮耀》，她在劇中飾演成名已久的貌美流量咖，人設滿天飛的當紅女明星喬晶晶。8月6日，以路易威登品牌挚友的身份出席「路易威登2021春夏男裝秀」。8月20日，星際榮耀i-Space宣布迪麗熱巴成為星际荣耀火箭发射计划的「星際領航員」，她将於2021年1月下旬亲临火箭发射基地，在现场按下发射按钮，见证宇宙传递爱与能量。9月4日，官宣聲演由東野圭吾所著的推理小說广播剧《恋爱的贡多拉》。9月20日，主演的電視劇《你是我的榮耀》在敦煌開拍。10月10日，憑借電視劇《三生三世枕上書》中白鳳九一角獲得2020年釜山電影節「亞洲內容獎最佳女主角」提名，最後她在是次頒獎典禮中雖失落女主角獎項，卻榮獲「亞洲最佳新星獎」。12月20日，出席2020騰訊星光大賞，獲得「年度人气电视剧女演员」和「2020腾讯视频VIP之星」兩項榮譽。12月31日，以表演嘉賓身份出席東方衛視《夢圓東方2021東方衛視跨年盛典》演唱歌曲《打起手鼓唱起歌》。

#### 2021年
1月11日，出席北京衛視春晚發佈會，現場宣布與王源共同擔任2021年北京台春晚代言人。2月11日，參加《2021年中央廣播電視總台春節聯歡晚會》，與李現、劉浩存、陳立農、時代少年團及THE9共同表演歌舞。2月12日，在《2021年北京廣播電視台春節聯歡晚會》上擔任主持人，並與宋小寶共同演出小品。2月18日，搭檔任嘉倫主演的古裝玄幻劇《馭鮫記之與君初相識·恰似故人歸》在橫店開機，她在劇中飾演率性不羈、都愛自由的馭靈師紀雲禾。2月19日，從Louis Vuitton品牌挚友身份升级为品牌大使。2月28日，出席2020新浪微博之夜，獲得「微博年度魅力價值人物」榮譽。3月31日，由其主演的電視劇《長歌行》正式在騰訊視頻、山東衛視播映。6月7日，出席《騰訊視頻拾光盛典》宣傳新劇《你是我的榮耀》。7月20日，搭檔龔俊主演的古裝傳奇劇《安樂傳》在橫店開機，她在劇中飾演表面上明媚活潑，實際上心思細密，一心只想復仇的帝家孤女任安樂／帝梓元。7月26日，由其主演的電視劇《你是我的榮耀》在騰訊視頻獨家播映，該劇上線4小時已突破1億的播放量，最終成為2021年新劇開播首日播放指數最高的劇集，同時成為騰訊視頻近兩年最快破億和站內彈幕量最快破百萬的項目。9月10日，憑籍《長歌行》中李長歌一角榮獲第16屆首爾國際電視節「最佳女主角」提名，她是9位入圍者中唯一的一位中國女演員。11月6日，憑借《長歌行》中李長歌一角榮獲2021年中美電視節「金天使獎」年度優秀青年演員獎。

#### 2022年
3月8日，搭檔佟大為主演由最高人民檢察院出品的中國首部女公訴人題材，且以真實網絡犯罪案例改編而成的電視劇《公诉》在成都開機，她在劇中飾演堅守公平正義、又個性十足的新一代檢察官安旎。3月17日，主演的電視劇《馭鮫記之與君初相識·恰似故人歸》在優酷獨家播映，該劇播出以後成為優酷自2018年來用戶規模及會員轉化率最高的劇集，同時創下2022年新劇開播首日及單日播放量新高。4月11日，在《馭鮫記》中所飾演的角色紀雲禾引來中國主流媒體人民網的好評；人民網評紀雲禾能展現出溫柔強大的女性力量，是劇中的核心人物。4月12日，《馭鮫記》在優酷熱度值突破10000大關，成為該平台史上首個熱度值破萬的劇集；同時，因該戲開播以來在各大榜單上的排名一直居高不下，憑借其超高的用戶關注度及討論量，被媒體讚揚是2022年春季檔當之無愧的爆款劇。6月18日，主演的電視劇《公訴》正式殺青。7月4日，作為唯一一位中國女藝人入選印度第八屆國際ICONIC AWARD2022標誌性世界最佳女演員提名。

#### 2023年
4月12日，搭檔金世佳主演的防拐題材電視劇《利劍玫瑰》在貴陽開機，該劇講述拐賣兒童少女案件，以真實的公安打拐民警為原型，她在劇中飾演聰明果敢，擅長從心理學角度解決問題的打拐辦代理主任鄧妍。

## 影視作品

### 戲劇作品
| 播映年份 | 播映頻道                          | 電視劇名稱                        | 角色                   |
| 2013     | 央视                              | 《阿娜尔罕》                      | 阿娜尔罕               |
| 2014     | 湖南衛視                          | 《古剑奇谭》                      | 芙蕖                   |
| 2014     | 騰訊視頻                          | 《微時代》                        | 吴安珀                 |
| 2014     | 湖南衛視                          | 《美人制造》                      | 倾城                   |
| 2014     | 湖南衛視                          | 《风中奇缘》                      | 驪姬                   |
| 2015     | 騰訊視頻                          | 《逆光之恋》                      | 江離                   |
| 2015     | 浙江衛視 安徽衛視                 | 《克拉恋人》                      | 高雯                   |
| 2015     | 騰訊視頻                          | 《班淑传奇》                      | 安心                   |
| 2016     | 江蘇衛視                          | 《爱的阶梯》                      | 宋子涵                 |
| 2016     | 騰訊視頻 黑龍江衛視               | 《六扇門》                        | 苏溢清                 |
| 2016     | 湖南衛視                          | 《麻辣变形计》                    | 关小迪                 |
| 2017     | 湖南衛視                          | 《漂亮的李慧珍》                  | 李慧珍                 |
| 2017     | 浙江衛視 江蘇衛視                 | 《三生三世十里桃花》              | 白凤九／陳貴人         |
| 2017     | 優酷 浙江衛視                     | 《秦时丽人明月心》                | 公孫丽                 |
| 2018     | 優酷                              | 《烈火如歌》                      | 烈如歌／暗夜冥         |
| 2018     | 湖南卫视                          | 《一千零一夜》                    | 凌凌七                 |
| 2020     | 腾讯视频                          | 《三生三世枕上书》                | 白鳳九／白小九／阿蘭若 |
| 2020     | 湖南卫视                          | 《幸福，触手可及！》              | 周放                   |
| 2021     | 腾讯视频 山東衛視                 | 《長歌行》                        | 李长歌                 |
| 2021     | 腾讯视频                          | 《你是我的荣耀》                  | 乔晶晶                 |
| 2022     | 優酷                              | 《馭鮫記之與君初相識·恰似故人歸》 | 紀雲禾                 |
| 2023     | 浙江衛視 北京衛視 愛奇藝 騰訊視頻 | 《公訴》                          | 安旎                   |
| 2023     | 優酷                              | 《安樂傳》                        | 任安樂／帝梓元         |
| 2025     | 央視八套 騰訊視頻 愛奇藝          | 《利剑·玫瑰》                     | 鄧妍                   |
| 待播     | 騰訊視頻                          | 《枭起青壤》                      | 聶九羅                 |
| 待播     | 騰訊視頻                          | 《慕胥辭》                        | 賀思慕                 |

### 电影
| 上映日期       | 電影名稱       | 角色   | 備註   | 票房               |
| 2015年12月3日  | 《怦然星动》   | 郝美麗 | 配角   | 國內累計票房1.59亿 |
| 2017年4月21日  | 《傲娇与偏见》 | 唐楠楠 | 女主角 | 國內累計票房1.24亿 |
| 2017年12月29日 | 《解憂雜貨店》 | 彤彤   | 女主角 | 國內累計票房2.14亿 |
| 2018年4月20日  | 《21克拉》     | 劉佳音 | 女主角 | 國內累計票房1.10亿 |
| 待上映         | 《日月》       | 嫦娥   | 女主角 | 待上映             |

### 固定綜藝節目
| 年份 | 日期               | 頻道            | 節目名稱              | 備註       |
| 2017 | 4月14日 - 7月7日   | 浙江衛視        | 《奔跑吧》 第五季     | 固定成員   |
| 2018 | 8月9日 - 8月23日   | 酷燃視頻        | 《慢游全世界》 第一季 | 固定嘉賓   |
| 2019 | 4月6日 - 6月8日    | 騰訊視頻        | 《創造營2019》        | 男團發起人 |
| 2019 | 5月12日 - 8月4日   | 東方衛視        | 《極限挑戰》 第五季   | 固定成員   |
| 2019 | 10月9日 - 10月16日 | 北京衛視 愛奇藝 | 《慢游全世界》 第二季 | 固定嘉賓   |
| 2023 | 10月25日 - 1月25日 | 湖南衛視 芒果TV | 《花兒與少年·丝路季》 | 固定嘉賓   |
| 2024 | 5月2日 -7月5日     | 騰訊視頻        | 《開始推理吧》第二季  | 固定嘉賓   |
| 2025 | 5月1日 -           | 騰訊視頻        | 《開始推理吧》第三季  | 固定嘉賓   |

### 廣播劇
| 播放年份 | 播放頻道 | 作品名稱         | 角色     |
| 2020     | 喜马拉雅 | 《恋爱的贡多拉》 | 橋本美雪 |